# 베사리온역
베사리온역(Bessarion Station)은 토론토 지하철 4호선 셰퍼드의 정차역으로 2002년에 개업한 이 역은 토론토 지하철에서 승객 수가 가장 적은 역 중 하나로 손꼽혔다. 2018년 기준 하루 평균 2,990명이 이용하는 이 역은 저조한 승객으로 유령역이라는 악명을 떠안게 되었으며 지역 언론과 유튜브 등지에서 이 역이 얼마나 썰렁한 지 화제의 대상이 되곤 했다.

## 역사
베사리온역은 셰퍼드 애비뉴 베사리온 로드와 버뱅크 드라이브 사이에 위치해있는 역으로 1950년대까지만 해도 이 지역은 대부분 시골이였고 전쟁 직후 교외 지역이 팽창하면서 이 지역에도 개발이 이루어졌다. 토론토 북쪽에 도시 철도 노선을 짓는 계획은 1960년대 말부터 거론되었으며 1970년대 말에 멜 라스트먼 노스요크 시장이 셰퍼드 애비뉴를 따라 지하철을 지어 노스요크의 중심가인 영 / 셰퍼드를 발전시키는 계획에 적극 찬성하였다. 긴 토론 끝에 주정부는 1994년 셰퍼드선을 영에서 돈밀스까지 짓는 데 공사 비용을 지원하였다.
셰퍼드선은 초기에 1km당 한 정거장씩 주요 도로인 베이뷰, 레슬리, 돈밀스와 중간 지점인 베사리온, 컨슈머스와 윌로데일에 역을 짓는 것으로 계획되어 있었으나 셰퍼드선 공사 비용이 90년대 말에 불어나면서 도시 설계가들은 베사리온역을 폐쇄해서 3천만 달러를 절약할 것을 제안하였다.
멜 라스트먼 시장과 하워드 모스코 TTC 국장은 셰퍼드선을 단순 지선으로 만들려는 계획에 반대하였고 이 역을 지음으로써 추후에 역세권 발전이 이루어질 수 있음을 시사하였다. 당시 셰퍼드선은 셰퍼드 애비뉴의 인구 밀도를 높여 보행자들이 돌아다니는 데 편리한 노선을 만드는 것이였는데, 베사리온역을 폐쇄하면 지하철 정거장이 2km 간격으로 셰퍼드 연선의 발전이 이루어지지 않을 것이라고 주장하였다.
토론토시는 불어난 공사 예산에 대한 지원을 받았으며 베사리온역의 공사 또한 재개되었다. 이 역은 셰퍼드선의 다른 역과 같이 2002년 11월 24일에 개통하였다.
개통 뒤 15년 넘게 승객이 저조했던 이 역은 역 남쪽과 동쪽에 상가와 아파트가 지어지면서 승객 수가 점점 늘어날 것으로 보이며 유령역이라는 악명을 떨치는 데에는 시간이 조금 더 필요할 것으로 보인다.

## 역 특징
베사리온역은 셰퍼드 애비뉴 양쪽에 두 출입구가 있다. 남쪽 출입구는 계단, 에스컬레이터와 엘리베이터가 있는 반면 북쪽 출입구는 계단만 있으며 엘리베이터가 존재하지 않는다. 두 출입구는 하나의 대합 공간으로 연결되며 출입구 건물은 서쪽에 있는 베이뷰역과 마찬가지로 커다란 유리 창문과 콘크리트 천장으로 이루어져있다.
이 역은 셰퍼드선의 다른 역에 비하면 규모가 작은 편이지만 이용객 수에 비해서는 큰 편이다. 승객들은 두 출입구에서 대합실로 걸어가 개찰구에서 요금을 지불하고 계단, 에스컬레이터 또는 엘리베이터를 통해 밑층 승강장에서 지하철을 이용한다. 역 내부에는 노란색 타일이 승강장과 대합실에 설치되어 있으며 역 구조를 떠받치는 기둥에는 빨간색 타일이 붙여져있다. 이는 콘크리트 벽으로만 이루어진 셰퍼드선의 다른 역과는 차별화되었다.
대합실에는 가판대 공간이 있지만 승객이 저조한 관계로 한동안 문을 닫았다. 이 역에는 버스 터미널이 존재하지 않고 85번 셰퍼드 이스트 버스로 갈아타려면 역 밖에 있는 정류장에서 갈아타야 한다.
베사리온역에는 실비에 벨랑제의 작품인 《지나감》 (Passing)이 설치되어 있는데, 흰색 타일에 사람들의 머리, 발, 뒷태를 사진으로 찍어 인쇄하였는데, 벨랑제는 이 역을 이용했던 승객들과 앞으로 이용할 사람들의 기억을 담기 위한 작품이라고 밝혔다.

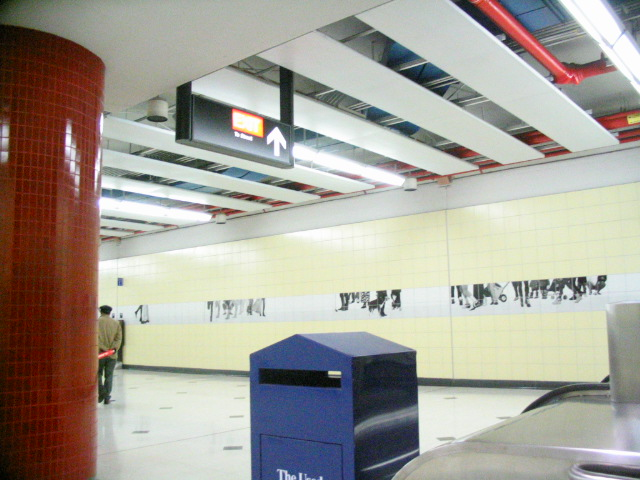
1층에 걸린 발 사진

## 근처 명소
베사리온역 근처에는 캐네디언 타이어와 캐네디언 타이어 공원, 마크스 철물점 등이 있으며, 등산용품 전문점인 마운틴 이큅먼트의 노스요크 지점이 새로 개장하였다. 이케아 또한 근처에 위치해있다.

## 버스 연결편
베사리온역에서 갈아탈 수 있는 버스는 아래와 같으며 역 밖에 있는 버스 정류장에서 갈아타야 한다. 85번 버스는 대부분 돈밀스역에서 시종착하며 돈밀스 동쪽으로 갈 경우에는 돈밀스역에서 갈아탈 필요가 있다.
|  |  |  |  |  |

|  |  |  |

|  |  |  |

|  |  |  |

|  |  |  |  |  |  |  |

|  |  |  |  |  |

|  |  |  |

|  |

|  |

|  |

|  |

|  |

|  |

|  |

|  |  |  |

|  |  |  |  |  |

|  |

|  |  |  |

|  |  |  |

|  |  |  |

|  |

|  |

|  |

|  |

| 프로그레스 |
| 맬번       |

|  |

| 랩슬리 |
| 워시번 |

|  |

|  |

| 브레큰   |
| 브레니언 |

|  |

|  |

|  |  |  |  |  |

|  |  |  |  |  |

|  |  |  |  |  |

|  |  |  |  |  |

|  |

|  |

|  |  |  |

|  |  |  |

|  |  |  |

|  |  |  |  |  |

|  |  |  |

|  |  |  |

|  |  |  |

|  |  |  |  |  |  |  |

|  |  |  |  |  |

|  |  |  |

|  |

|  |

|  |

|  |

|  |

|  |

|  |

|  |  |  |

|  |  |  |  |  |

|  |

|  |  |  |

|  |  |  |

|  |  |  |

|  |

|  |

|  |

|  |

| 프로그레스 |
| 맬번       |

|  |

| 랩슬리 |
| 워시번 |

|  |

|  |

| 브레큰   |
| 브레니언 |

|  |

|  |

|  |  |  |  |  |

|  |  |  |  |  |

|  |  |  |  |  |

|  |  |  |  |  |

|  |

|  |

|  |  |  |

|  |  |  |

|  |  |  |

|  |  |  |  |  |

|  |  |  |

|  |  |  |

|  |  |  |

|  |  |  |  |  |  |  |

|  |  |  |  |  |

|  |  |  |

|  |

|  |

|  |

|  |

|  |

|  |

|  |

|  |  |  |

|  |  |  |  |  |

|  |

|  |  |  |

|  |  |  |

|  |  |  |

|  |

|  |

|  |

|  |

| 프로그레스 |
| 맬번       |

|  |

| 랩슬리 |
| 워시번 |

|  |

|  |

| 브레큰   |
| 브레니언 |

|  |

|  |

|  |  |  |  |  |

|  |  |  |  |  |

|  |  |  |  |  |

|  |  |  |  |  |

|  |

|  |

|  |  |  |

|  |  |  |

|  |  |  |

|  |  |  |  |  |

|  |  |  |

|  |  |  |

|  |  |  |

|  |  |  |  |  |  |  |

|  |  |  |  |  |

|  |  |  |

|  |

|  |

|  |

|  |

|  |

|  |

|  |

|  |  |  |

|  |  |  |  |  |

|  |

|  |  |  |

|  |  |  |

|  |  |  |

|  |

|  |

|  |

|  |

| 프로그레스 |
| 맬번       |

|  |

| 랩슬리 |
| 워시번 |

|  |

|  |

| 브레큰   |
| 브레니언 |

|  |

|  |

|  |  |  |  |  |

|  |  |  |  |  |

|  |  |  |  |  |

|  |  |  |  |  |

|  |

|  |

|  |  |  |

|  |  |  |

|  |  |  |

|  |  |  |  |  |  |  |

|  |  |  |  |  |

|  |  |  |

|  |  |  |

|  |  |  |  |  |  |  |

|  |  |  |  |  |

|  |  |  |

|  |

|  |

|  |

|  |  |  |

|  |  |  |  |  |

|  |  |  |

|  |  |  |

|  |  |  |

|  |

|  |

|  |

|  |  |  |  |  |  |  |

|  |  |  |  |  |

|  |  |  |

|  |  |  |

|  |  |  |  |  |  |  |

|  |  |  |  |  |

|  |  |  |

|  |

|  |

|  |

|  |  |  |

|  |  |  |  |  |

|  |  |  |

|  |  |  |

|  |  |  |

|  |

|  |

|  |

|  |  |  |  |  |  |  |

|  |  |  |  |  |

|  |  |  |

|  |  |  |

|  |  |  |  |  |  |  |

|  |  |  |  |  |

|  |  |  |

|  |

|  |

|  |

|  |  |  |

|  |  |  |  |  |

|  |  |  |

|  |  |  |

|  |  |  |

|  |

|  |

|  |

|  |  |  |  |  |  |  |

|  |  |  |  |  |

|  |  |  |

|  |  |  |

|  |  |  |  |  |  |  |

|  |  |  |  |  |

|  |  |  |

|  |

|  |

|  |

|  |  |  |

|  |  |  |  |  |

|  |  |  |

|  |  |  |

|  |  |  |

|  |

|  |

|  |

## 인접한 역
| 4호선 셰퍼드          | 4호선 셰퍼드 | 4호선 셰퍼드       |
| --------------------- | ------------ | ------------------ |
| 베이뷰 셰퍼드-영 방면 | 4호선 셰퍼드 | 레슬리 돈밀스 방면 |